# 60-й кинофестиваль в Сан-Себастьяне
60-й кинофестиваль в Сан-Себастьяне проходил с 21 по 29 сентября 2012 года в Сан-Себастьяне (Страна Басков, Испания).

## Жюри
- Кристин Ванчон, продюсер (президент жюри).
- Рикардо Дарин, актёр.
- Мишель Гастамиде, сценарист.
- Миа Хансен-Лёве, актриса и кинорежиссёр.
- Питер Сушицки, кинооператор.
- Джули Теймор, режиссёр и сценарист.
- Агусти Вильяронга, режиссёр и сценарист.

## Фильмы фестиваля

### Официальный конкурс
- «Порочная страсть», реж. Николас Джареки ( США)
- «Все извинения», реж. Эмили Танг ( Китай)
- «Художник и его модель», реж. Фернандо Труэба ( Испания)
- «Атака», реж. Зиад Дуэри ( Ливан,  Франция,  Катар,  Бельгия)
- «Белоснежка», реж. Пабло Берхер ( Испания)
- «Капитал», реж. Коста-Гаврас ( Франция)
- «В доме», реж. Франсуа Озон ( Франция)
- «Дни рыбной ловли», реж. Карлос Сорин ( Аргентина)
- «Сезон носорогов», реж. Бахман Гобади ( Турция)
- «Фоксфайр, признание банды девушек», реж. Лоран Канте ( Франция,  Канада)
- «Гипнотизёр», реж. Лассе Халльстрём ( Швеция)
- «Мёртвые и живые», реж. Барбара Альберт ( Австрия)
- «Умри и станешь счастливым», реж. Хавьер Реболло ( Испания,  Аргентина,  Франция)
- «Рождённый дважды», реж. Серджо Кастеллитто ( Италия,  Испания)

## Лауреаты

### Официальные премии
- Золотая раковина: «В доме», реж. Франсуа Озон.
- Специальный приз жюри: «Белоснежка», реж. Пабло Берхер.
- Серебряная раковина лучшему режиссёру: Фернандо Труэба («Художник и его модель»).
- Серебряная раковина лучшей актрисе: Инма Куэста («Белоснежка»)/ Кэти Косени («Фоксфайр, признание банды девушек»).
- Серебряная раковина лучшему актёру: Хосе Сакристан («Умри и станешь счастливым»).
- Приз за лучший сценарий : Франсуа Озон («В доме»).
- Специальное упоминание жюри: «Атака», реж. Зиад Дуэри.

### Неофициальные премии
- Награда лучшему молодому режиссёру — Kutxa: Фернандо Гуццони («Собачья плоть») ( Чили,  Франция,  Германия)
  - Специальное упоминание: Маджид Барзегар («Парвиз») ( Иран)
  - Специальное упоминание: Адриан Саба («Уборщик») ( Перу)
- Награда секции «Горизонты» :
  - «Последний Элвис», реж. Армандо Бо ( Аргентина,  США)
  - «Жила-была я, Вероника», реж. Марселу Гомес ( Бразилия)
  - «После Люсии», реж. Мишель Франко ( Мексика,  Франция)
- Приз зрительских симпатий: «Суррогат», реж. Бен Льюин ( США)
  - За лучший европейский фильм: «Доля ангелов», реж. Кен Лоуч ( Великобритания,  Франция,  Бельгия,  Италия)
- Награда молодой аудитории: «7 ящиков», реж. Хуан Карлос Манеглиа, Тана Шембори ( Парагвай)
- Приз Tve Otra Mirada: «Шесть раз», реж. Джонатан Гарфинкел ( Израиль)
  - Специальное упоминание: «Атака», реж. Зиад Дуэри ( Ливан,  Франция,  Катар,  Бельгия)

### Почётная награда — «Доностия» за вклад в кинематограф
- Оливер Стоун (специальная в честь 60-го юбилейного фестиваля)
- Дастин Хоффман (специальная в честь 60-го юбилейного фестиваля)
- Юэн Макгрегор
- Томми Ли Джонс
- Джон Траволта